# 怠慢
怠慢（たいまん）とは、なまけてやる気がなく、仕事をおこたること。

類義語：横着・怠惰
| ウィキペディアには「怠慢」という見出しの百科事典記事はありません（タイトルに「怠慢」を含むページの一覧/「怠慢」で始まるページの一覧）。 代わりにウィクショナリーのページ「怠慢」が役に立つかもしれません。 |